# فيصل بن سعد بن سعود بن فيصل آل سعود
الأمير فيصل بن سعد بن سعود بن فيصل بن تركي آل سعود  هو الأمير فيصل بن سعد بن سعود بن فيصل بن تركي آل سعود , شارك في بعض معارك التوحيد، هو أحد أبطال معارك التوحيد مع المؤسس الملك عبدالعزيز قتل في معركة البكيرية عام ( 15 -6 - 1904 / 1322 هجري ) .

## الاسم والنشاة
هو الأمير فيصل بن سعد بن سعود بن فيصل بن تركي بن عبد الله آل سعود حفيد الإمام تركي بن عبد الله بن محمد آل سعود مؤسس الدولة السعودية الثانية .

## مشاركته في معارك التوحيد
قد شارك الأمير فيصل بن سعد بن سعود في كثير من الوقائع والمعارك المتعلقة في توحيد المملكة تحت قيادة الإمام عبدالعزيز بن عبدالرحمن آل سعود ومن أهم المعارك التي اشترك بها ما يلي - :
- معركة الدلم / وهي معركة بين جيش ابن رشيد وبين الجيش السعودي عام 1320 وانتهت بانتصار الجيش السعودي[1]
- معركة البكيرية / معركة حدثت في 15 يونيو 1904 بين قوات إمارة جبل شمر بقيادة عبد العزيز بن متعب آل رشيد وبين قوات إمارة نجد بقيادة عبد العزيز بن عبد الرحمن بن فيصل آل سعود، في سبيل تأسيس المملكة العربية السعودية وكان ممن شارك فيها ومن قادتها، وانتهت المعركة بانتصار إمارة نجد وأهل القصيم[2]

## وفاته
قتل في معركة البكيرية سنه 1322 هجري، كما اسشتهد معه الأمير فهد بن إبراهيم بن مشاري و الأمير جلوي بن عبد المحسن بن جلوي آل سعود والامير حسن بن عياف آل مقرن